# Moreea

Hartă a Peloponezului medieval cu principalele sale localități

Moreea (în limbile greacă: Μωρέας sau Μωριάς, franceză: Morée,  italiană: Morea, turcă: Mora)  a fost numele sub care era cunoscut Peloponezul în timpul Evului Mediu și a începutului epocii moderne timpurii. De asemenea, termenul poate să se refere la o provincie bizantină cunoscută ca Despotatul Moreei.

## Originea numelui
Nu se cunoaște cu exactitate originea numelui medieval „Moreea”, care este menționat pentru prima oară într-o cronică bizantină din secolul al X-lea. 
Cercetătorii consideră că numele regiunii este derivat din cuvântul morea (μορέα, în traducere dud). Duzii erau cunoscuți în regiune încă din antichitate, dar au căpătat o mare importanță economică în secolul al VI-lea, după ce viermii de mătase au fost aduși din China în Imperiul Bizantin. După acest moment, duzii au început să fie plantați pe întinderi așa de mari în Peloponez, încât câmpia din jurul Tebei a primit numele de Morokampos, iar locuitorii orașului au deveniți cunoscuți pentru calitatea mătăsii manufacturate aici. Deși în prezent locuitorii zonei nu se mai ocupă cu creșterea viermilor de mătase, iar duzii nu mai ocupă suprafețe semnificative, câmpia din regiune continuă să se numească Morokampos. 
Bizantinistul  Steven Runciman  consideră că numele regiunii este datorat asemănării formei Peloponezului cu o frunză de dud.
Jurnalistul și călătorul Jakob Philipp Fallmerayer are o altă teorie, conform căreia numele regiuni este derivat din cuvântul slav more, („mare”). Autorul consideră că regiunea a fost locuită o lungă perioadă de timp de slavi și traci. 

## Istoric

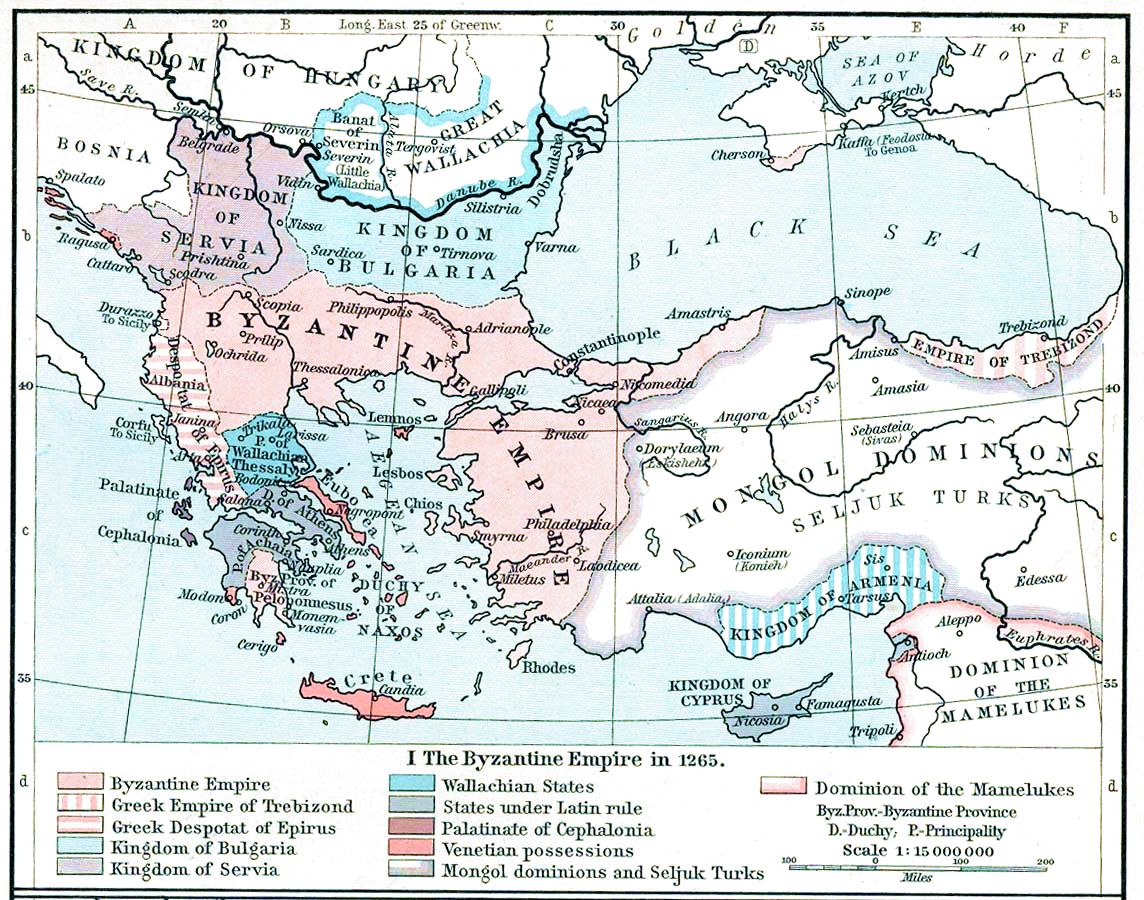
Moreea în contextul geopolitic de după fondarea statelor cruciate pe teritoriul bizantin. Hartă de William R. Shepherd din Historical Atlas (1911)

După cucerirea Constantinopolului de către forțele vest-europene ale celei de-a patra cruciade, regiunea Moreei a fost ocupată de două grupuri de cavaleri franci. Francii au fondat Principatul  Ahaiei. Cruciații au folosit numele „Moreea” atunci când se refereau la Peloponez. 
Cel mai important principe al Moreei a fost Guillaume II de Villehardouin (1246–1278), care a fortificat în 1249  Mystras, în apropierea Spartei antice. După înfrângerea suferită de franci în bătălia de la Pelagonia (1259) în fața împăratului bizantin Mihail al VIII-lea Paleologul, Guillaume s-a văzut obligat să-și răscumpere libertatea cedând cea mai mare parte din estul Moreei și cele mai importante fortificații. După această victorie însă, bizantinii au suferit două înfrângeri (bătăliile de la Prinitza și de la Makryplagi), iar francii și bizantinii au fost obligați să trăiască ca vecini. 
La mijlocul secolului al XIV-lea, împăratul Ioan al VI-lea Cantacuzino a reorganizat Moreea în Despotatul Moreei. Un fiu al  împăratului aveau să primească din acest moment titlul de „despot”, fiind numit conducător al regiunii. La începutul secolului al XV-lea, bizantinii au recucerit ultimele posesiuni ale francilor din Moreea dar, în 1460, întreaga peninsulă a fost cucerită de otomani. 
Peninsula a fost cucerită pentru Republica Veneția de către Francesco Morosini în timpul războiului din 1684 – 1699. Stăpânirea venețiană s-a dovedit a fi una nepopulară, iar otomanii au recucerit Moreea după o campanie-fulger în 1714. În timpul noii perioade de stăpânire otomane, regiunea s-a bucurat de o creștere a prosperității. Spre sfârșitul secolului al XVIII-lea, gradul de nemulțumire a cetățenilor din Moreea a reînceput să crească. Au apărut bande înarmate de klefți, care au încercat să facă față represiunilor otomane după expediția fraților Orlov. Klefții s-au angajat în lupte de gherilă, situație favorizată de decăderea puterii militare otomane și de creșterea conștiinței naționale a grecilor. Ca urmare, Moreea și locuitorii săi au devenit leagănul și coloana vertebrală a Războiului de Independență al Greciei.

## Cronica Moreei
În secolul al XIV-lea a fost scrisă cronica anonimă cunoscută sub numele de „Cronica Moreei”, care tratează evenimentele din regiune, după cucerirea ei de către cavalerii franci ai celei de-a patra cruciade și introducerea feudalismului de tip vest-european în Grecia continentală (Frankokratia). În ciuda lipsei de veridicitate a evenimentelor relatate, „Cronica” este faimoasă pentru descrierea vieții din acea perioadă a comunităților feudale. Limba folosită în cronică reflectă evoluția rapidă a limbii elene medievale spre cea modernă. Limba în care a fost scris originalul Cronicii este subiect de dispută academică, dar mai recent specialiștii preferă așa-numita versiune MS Havniensis 57 (secolul  XIV-XV, păstrată în Copenhaga). Mai există un manuscris la Biblioteca Națională a Franței (secolul XV-XVI) - MS Parisinus graecus 2898. Diferența de aproape un secol dintre momentele redactării celor două manuscrise este reflectată printr-un număr considerabil de diferențe lingvistice, datorită unei rapide evoluții a limbii elene.

## Resurse internet
- Mystras Arhivat în 8 iulie 2006, la Wayback Machine.: illustrated capsule history
- Mystra: history